# Akaflieg Darmstadt D-9
Die Akaflieg Darmstadt D-9 Konsul war ein einsitziges, freitragendes Segelflugzeug der Akademischen Fliegergruppe der Technischen Hochschule Darmstadt, das zu Ehren Konsul Kotzenbergs benannt wurde.

## Geschichte
Das Flugzeug wurde von Albert Botsch und Rudolf Spies für den Dauer-/Höhen- und Streckenflug ausgelegt. Fritz Hoppe half bei Fragen der Aerodynamik. Materielle Unterstützung für den Bau des Konsuls erhielt die Akademische Fliegergruppe von Karl Kotzenberg, dem Generalkonsul von Norwegen.

## Konstruktion
Die dreiteilige einholmige Tragfläche hoher Streckung mit sperrholzbeplanktem Torsionskasten hatte ursprünglich eine Spannweite von 18,6 Metern. Das 8 m breite Mittelstück war 1,20 m tief. Als Flügelprofil kam das neuentwickelte Göttingen 535 zum Einsatz. Der aus zwei Halbschalen aufgebaute, 60 cm breite Rumpf mit elliptischem Querschnitt trug ein großflächiges Normalleitwerk und war mit einer gummigefederten Landekufe versehen.
Erstmals kam eine Quer-/Seitensteuer-Differenzierung zum Einsatz. Nachdem sich die großen Querruder als zu empfindlich erwiesen, wurden sie gekürzt, so dass sich auch die Flügelspannweite auf 18,2 m verringerte. Höhen- und Fahrtmesser als einzige Instrumente waren vor dem offenen Cockpit mit der Oberseite abschließend in den Rumpf integriert.

## Nutzung
Das Flugzeug nahm erfolgreich an Wettbewerben teil und erzielte auf dem Rhönwettbewerb 1923 mit Albert Botsch mit 18,7 Kilometern Flugdistanz einen Weltrekord. Der Konsul wurde bis 1927 betrieben.

## Technische Daten
| Kenngröße             | Daten                       | Querruder modifiziert       |
| --------------------- | --------------------------- | --------------------------- |
| Besatzung             | 1                           | 1                           |
| Länge                 | 6,35 m                      | 6,35 m                      |
| Spannweite            | 18,60 m                     | 18,20 m                     |
| Höhe                  |                             |                             |
| Flügelfläche          | 21,00 m²                    | 21,00 m²                    |
| Tragflächenbelastung  | 9,1 kg/m²                   | 9,1 kg/m²                   |
| Flügelstreckung       | 16,66                       | 15,8                        |
| Flügelprofil          | Gö 535                      | Gö 535                      |
| Gleitzahl             | 21,4 bei 53 km/h (14,8 m/s) | 21,4 bei 53 km/h (14,8 m/s) |
| Geringstes Sinken     |                             |                             |
| Zuladung              | 85 kg                       | 85 kg                       |
| Rüstmasse             | 185 kg                      | 185 kg                      |
| Flugmasse             | 270 kg                      | 270 kg                      |
| Höchstgeschwindigkeit |                             |                             |